# 3330 Gantrisch
Gantrisch (asteróide 3330) é um asteróide da cintura principal, a 2,48711 UA. Possui uma excentricidade de 0,2098106 e um período orbital de 2 039,58 dias (5,59 anos).
Gantrisch tem uma velocidade orbital média de 16,78845884 km/s e uma inclinação de 10,26969º.
Este asteróide foi descoberto em 12 de Setembro de 1985 por Thomas Schildknecht.